# Neville Southall
Neville Southall, MBE (* 16. September 1958 in Llandudno, Wales) ist ein ehemaliger walisischer Fußballtorwart. Er ist vor allem für sein langjähriges Engagement beim FC Everton bekannt, mit dem er in den 80er-Jahren zwei Mal englischer Meister wurde.

## Spielerkarriere
Als Jugendlicher wurde ihm eine Profikarriere bei den Bolton Wanderers versagt. Er erlernte den Beruf des Maurers und spielte in Amateurmannschaften.
1981 begann er seine Profilaufbahn beim FC Everton, für den er bis 1997 578 Ligaspiele absolvierte. Mit 92 Länderspielen ist er walisischer Rekordnationalspieler. Er gewann mit Everton die englische Fußballmeisterschaft in den Jahren 1985 und 1987, den englischen FA Cup 1984 und 1995 sowie den Europapokal der Pokalsieger 1984/85. Im selben Jahr wurde er auch zum Fußballer des Jahres in Großbritannien gewählt. Der wegen seiner Größe und seiner kräftigen Statur auch als „Big Nev“ bezeichnete Torwart war insbesondere wegen seiner schnellen Reflexe, die man einem so großen und schweren Mann nicht zutraute, und wegen seiner Strafraumbeherrschung berühmt.
Nach dem Karriereende bei Everton im Jahr 1997 spielte Southall als Spielertrainer in Southend, Stoke, Torquay, Bradford und Shrewsbury. Aktuell ist er Trainer der walisischen U-19 Nationalmannschaft. Aufgrund seiner originellen Art und seiner Medienpräsenz erhielt Southall den Status einer „Kultfigur“; so existiert z. B. ein Theaterstück mit dem Titel „Neville Southall’s Washbag“.

## Titel und Erfolge
- Englischer Meister: 1985 und 1987
- Englischer Pokalsieger: 1984 und 1995
- Europapokal der Pokalsieger-Gewinner: 1985
- Englands Fußballer des Jahres: 1985